# Macclesfield (borough)
Macclesfield è stato un borough del Cheshire, Inghilterra, Regno Unito, con sede nella città omonima.
Il distretto fu creato con il Local Government Act 1972, il 1º aprile 1974 dalla fusione del municipal borough di Macclesfield con i distretti urbani di Alderley, Edge, Bollington, Knutsford e Wilmslow, il distretto rurale di Disley, il distretto rurale di Macclesfield e parte del distretto rurale di Bucklow. Dal 2009 il suo territorio è confluito nella nuova autorità unitaria di Cheshire East.

## Parrocchie civili
Le parrocchie, che non coprono l'area del capoluogo e di Wilmslow, sono:
- Adlington
- Agden
- Alderley Edge
- Ashley
- Aston by Budworth
- Bexton
- Bollington (città)
- Bosley
- Chelford
- Chorley
- Disley
- Eaton
- Gawsworth
- Great Warford
- Henbury
- High Legh
- Higher Hurdsfield
- Kettleshulme
- Knutsford (città)
- Little Bollington
- Little Warford
- Lower Withington
- Lyme Handley
- Macclesfield Forest and Wildboarclough
- Marthall
- Marton
- Mere
- Millington
- Mobberley
- Mottram St. Andrew
- Nether Alderley
- North Rode
- Ollerton
- Over Alderley
- Peover Inferior
- Peover Superior
- Pickmere
- Plumley
- Pott Shrigley
- Poynton-with-Worth
- Prestbury
- Rainow
- Rostherne
- Siddington
- Snelson
- Sutton
- Tabley Inferior
- Tabley Superior
- Tatton
- Toft
- Wincle